# Pak Kin Lao
Pak Kin Lao (24 maggio 1984) è un calciatore macaense, di ruolo difensore.